# 加納寛子
加納 寛子（かのう ひろこ、1971年 - ）は日本の教育学者、山形大学基盤教育院准教授。専門は情報教育、情報社会論、教育工学。

## 受賞・表彰
平成22年度科学技術分野の文部科学大臣表彰　科学技術賞(理解増進部門)　受賞
「情報科学に関する著作活動による普及啓発」
- 平成22年度科学技術分野の文部科学大臣表彰受賞者等の決定について
- 受賞者一覧（PDF)

## 教育研究活動
おもに、人のインターネットや携帯電話との関わり方、情報社会のルールについて研究している。インターネット・携帯電話の特性から、リアルないじめとネットいじめの共通点と差異性を明らかにし、ネットいじめマニュアルを作成し、リアルとネットをつなぐ対策を提唱している。
著書『「誰でもよかった殺人」が起こる理由―秋葉原無差別殺人事件は何を問いかけたか―(2008)』では犯行要因を「非正規雇用問題が原因だった」とするメディアに対し大きく異論を唱え、教育におけるレジリエンスの重要性を強調している。
著書『サイレントレボリューション　ITによる脱ニート・フリーター(2006)』では世代の特徴から4つの世代に分類し、それぞれの世代の情報社会での生き方を分析している。
復興期世代(1950年代)
団塊の世代や全共闘世代を含め高度成長期を支えた戦後の復興期に新しい社会を築いた1940年代1950年代生まれの目標に向かって努力をすれば報われた世代である．復興期世代はエネルギーあふれ輝く太陽に包まれた社会を目指して皆が一致団結して社会の中心めがけて皆が向かうイメージで表現される。
エンジョイ世代(1960年代)
フィギュアやアニメ、ゲーム等が登場しそれらにはまるオタクやフリーターが登場しはじめた世代であり、大学のレジャーランド化が指摘されたのもこの世代であり、バブル期に就職時期を迎えた者が多く、希望する道に比較的障害が少なかった1960年代生まれの世代である。エンジョイ世代は太陽に照らされているのが当たり前で、エネルギーを一人一人興味関心に向かう方向へそれぞれ向かう様子を表現している．
イリュージョン世代(1970年代)
バブル崩壊後に就職時期を迎えた者が多く、不本意に派遣社員や請負労働に従事する者が多く、たとえ一流企業に入社しても自分は選択を間違ったのではないかと大学院に入り直すなど転職・人生の迷い（イリュージング）が多い1970年代生まれの世代である。イリュージョン世代はもはや明るい太陽はでていないが道に迷いながら紆余曲折しながら自分なりの到達点に到達する様子をしめした。ボタニカル世代は、与えられたステイタスをそのまま受け入れそこにじっととどまり身の丈にあった生き方をしようとする大多数と、一部のヒルズ族のように成功する一握りにわかれて固定化し流動しない様子をあらわしている．
ボタニカル世代(1980年代)
バブル崩壊後に生まれ育ち、かなわぬ夢を追求する者は少なく、生まれ育った土壌で自分だけの美しい花を咲かせようとする、身の丈にあった行き方を選ぼうとする者が多い1980年代生まれの世代である．
著書『情報社会論～超効率主義社会の構図(2007)では、年功序列・学歴主義・業成果主義の崩壊のあとに台頭してきたのは効率主義であるとしている。つまり、国内の工場で長い年月と労力をかけてしかも高い賃金を支払わなければいけない熟練工を育てるよりも、安い賃金で雇えるならばよその国から優秀な熟練工を連れてこよう、あるいは工場ごと海外に移動し低コストで世界相手に大量に製造していこうという発想である。学歴も業績も問わない、即戦力となる人材が可能な限り低コストでほしい、ルーチンな作業をこなすのは高いコストのかかる正社員でなく作業量に応じて調整のきく非正規の社員で補いたい、幹部候補として育てるためには途中で退職する可能性が低く育てた後も長く貢献してくれるできるだけ若い人材の方がいい、このように現代の日本社会は低コスト高効率を極限まで追求しようとする傾向が非常に顕著であり、この傾向を超効率主義と命名している．
著書『ネットジェネレーションのための情報リテラシー＆情報モラル～ネット犯罪・ネットいじめ・学校裏サイト (2008)』では学校裏サイトを詳細に分析し、子どもが書き込んだかのようにメディアで批判されているアダルト画像や不謹慎な書き込みは子どもが書き込んだものとは限らないことを指摘し、その背景を具体的に説明している。また、フィルタリングは大切であるけれど、悪意の第三者とのいたちごっこになりかねず、根本的な解決ではないとし、ネット社会にデビューする前の教育が急務であり、鉄は熱いうちに打てというように、情報リテラシー・情報モラル教育はネット社会に出る前に学ぶべき必須課題であることを強調している。
このほか、文部科学省委託事業「子どもの安全に関する情報の効果的な共有システムに関する調査研究」ではMind Mapシステムを開発し、子どもの心の動きとGPS情報をリアルタイムに保護者に伝えることによる犯罪を未然に防ぐ対策を推進した。また、科研費研究「高等教育における情報リテラシー格差是正に資する研究」では情報リテラシー格差と家庭環境や生活習慣、得意教科等との関連を明らかにした。さらに、三菱財団研究助成では「ニート・フリーターおよび不登校児童・生徒とITの関わりに関する調査」では、職業の志向性と家庭環境や生活習慣、得意教科等との関連の調査などをおこなっている。
研究テーマ：
- 情報社会論 - ネットジェネレーションと現代社会の関係性について研究
- 情報モラル - 人のネットやケータイとの関わり方、情報社会のルールについて研究
- 情報リテラシー - 情報の伝達と表現、インタラクションについて研究

## 著書

### 単著・編著書
- 『ネットいじめ (現代のエスプリ no. 526)』ぎょうせい(2011) ISBN 4324090262
- 『チャートで組み立てる レポート作成法』丸善(2010) ISBN 978-4-621-08237-9.
- 『即レス症候群の子どもたち―ケータイ・ネット指導の進め方』日本標準(2009) ISBN 978-4820804246.
- 『「誰でも良かった殺人」が起こる理由　―　秋葉原無差別殺人事件は何を問いかけたか』日本標準ブックレット(2008) ISBN 4140882719
- 『ケータイ不安　―　子どもをリスクから守る15の知恵』 NHK出版　生活人新書271（2008）ISBN  9784140882719.
- 『現代のエスプリ　ネットジェネレーション　バーチャル空間で起こるリアルな問題』至文堂(2008) ISBN 4784354921.
- 『ネットジェネレーションのための情報リテラシー&情報モラル～ネット犯罪　ネットいじめ　学校裏サイト』大学教育出版 (2008) ISBN 4887308035．
- 『情報社会論―超効率主義社会の構図』北大路書房、(2007), ISBN 4762825395．
- 『サイレント・レボリューション ITによる脱ニート・脱フリーター』（編著）、ぎょうせい(2006)、ISBN 4-324-07920-X
- 『実践情報モラル教育―ユビキタス社会へのアプローチ』（編著）、北大路書房(2005)、ISBN 4762824291
- 『ポートフォリオで情報科をつくる　新しい授業実践と評価の方法』（編著）、北大路書房(2002)、ISBN 4762822477
- 『児童生徒が喜んで挑戦するコンピュータ課題集　情報活用力の育成をめざす』（編著）、明治図書(2003)、ISBN 4182681177

### 分担執筆・編集協力
- 『わかる授業の科学的探求　授業研究法入門』　図書文化（分担執筆)　(2009)
- 『数学する心を育てる課題学習・選択数学・総合学習の教材開発』、明治図書（分担執筆)　(2005)
- 高等学校普通科「情報A」 文部科学省　検定教科書オーム社（編集協力） (2003)
- 高等学校普通科「情報B」 文部科学省　検定教科書オーム社（編集協力） (2003)
- 高等学校普通科「情報C」文部科学省　検定教科書オーム社（編集協力）(2003)
- 高等学校普通科「情報Ａ」教師用指導書	オーム社　（分担執筆)Pp.124-139, Pp.142-151, Pp.234-236　(2002)
- 高等学校普通科「情報C」教師用指導書	オーム社  （分担執筆)Pp.98-125, Pp.144-153, Pp.237-238　(2002)
- 『みんなのインターネット学	』オーム社（編集協力）(2001)
- 『みんなのパソコン学』オーム社（編集協力）(2001)
- 『教育評価読本－－教育課程審議会答申の徹底理解』、教育開発研究所（分担執筆)　(2001)
- 『教育課程 重要用語 300の基礎知識』（分担執筆)	明治図書　(1999)

## テレビ番組/動画
- となりの子育て大丈夫？ 子どもの“ケータイ”
- ネットのトラブルから子どもを守るには？

## 外部サイト
- 山形大学内個人ページ
- ネットいじめ相談窓口
- Child Research
- ネットジェネレーションの教育
- やまがた防犯ページ
- 子ども科学技術白書(無料ダウンロード)
- 講演一覧